# 영암 소전머리 황장승
영암 소전머리 황장승(靈岩 소전머리 皇長生)은 대한민국 전라남도 영암군 군서면 동구림리에서 도갑사 방향으로 오른쪽 400∼500m 거리에 있는 소전머리 대나무밭 옆에 자리한 장승이다. 1986년 9월 29일 전라남도의 민속문화재 제19호로 지정되었다.

## 개요
동구림리에서 도갑사 방향으로 오른쪽 400∼500m 거리에 있는 소전머리 대나무밭 옆에 자리한 장승이다. 보통 장승이라고 하면 나무나 돌의 윗부분에 사람의 얼굴을 새기거나 그려 넣은 기둥을 말하는데, 이 장승은 비석의 형태를 하고 있다.
높이 105∼120cm, 폭 68cm, 두께 22∼26cm로, 앞면 가운데에 ‘황장생(皇長生)’이라는 세 글자를 새겨 놓았는데, 뒷면 모서리 부분이 약간 깨진 상태이다. 황장생의 ‘황’은 통일신라∼고려시대에 왕의 명을 받아 세우는 장생에 붙는 말로, 매우 귀한 글자라고 한다. 매년 음력 정월 보름이면 이곳에 정성을 드렸다는 이야기가 전하고 있다.
장생이라는 말은 주로 통일신라와 고려 전기에 많이 사용되었다는 점에서 조선시대보다 훨씬 전에 이 장승을 세운 것으로 추측된다. 이처럼 제작년대를 통일신라나 고려시대로까지 볼 수 있어, 우리나라 장승의 역사를 연구하는데에도 귀중한 자료가 되고 있다.

## 참고 자료
- 영암소전머리황장승 - 국가유산청 국가유산포털